# 天主教拉蘭圖卡教區
天主教拉蘭圖卡教區（拉丁語：Dioecesis Larantukana）是印度尼西亞一個羅馬天主教教區，位於弗洛勒斯島東部，屬英德總教區。2004年有教友256,280人、37個堂區、135名司鐸。現任主教為Fransiskus Kopong Kung。
1951年3月8日自現在的英德總教區（當時是代牧區）升為代牧區。1961年1月3日升為教區。